# Arathorn II
Arathorn II es un personaje ficticio de la Tierra Media creado por J. R. R. Tolkien. Fue el decimoquinto capitán de los dúnedain del Norte. Nacido en el año 2873 de la Tercera Edad del Sol, fue hijo de Arador.
Arathorn era brusco y severo, pero también un líder noble y poseedor de una gran habilidad para combatir. Como sus antepasados, fue educado en Rivendel por Elrond. Arathorn pidió la mano de Gilraen, descendiente de Aranarth, a una edad muy temprana. Si bien el padre de ella, Dírhael, inicialmente se opuso al matrimonio, ya que preveía que Arathorn tendría una corta vida, la decisión de su esposa Ivorwen prevaleció para aprobarlo, pues ella previó que si esos dos se unían, de allí nacería la esperanza de los hombres.
Arathorn se convirtió en capitán de los dúnedain en 2930 T. E., cuando su padre murió a manos de trolls de las colinas. Sólo ostentó el cargo tres años, ya que en 2933 T. E. fue abatido por una flecha en el ojo mientras peleaba contra los orcos en compañía de Elladan y Elrohir. 
Arathorn II vivió 60 años y fue sucedido por su hijo Aragorn II, entonces de sólo dos años, quien llegaría a ser el rey Elessar.